# Kanton Vouneuil-sur-Vienne
Der Kanton Vouneuil-sur-Vienne war bis 2015 ein französischer Wahlkreis im Arrondissement Châtellerault, im Département Vienne und in der Region Poitou-Charentes; sein Hauptort war Vouneuil-sur-Vienne. Sein Vertreter im Conseil Général des Départements war zuletzt von 1991 bis 2015 Gérard Barc (PS). 
Der Kanton lag im Zentrum des Départements Vienne. Im Westen grenzte er an den Kanton Saint-Georges-lès-Baillargeaux, im Norden an die Kantone Châtellerault-Sud und Châtellerault-Ouest, im Osten an die Kantone Pleumartin und Saint-Savin und im Süden an die Kantone Chauvigny und Saint-Julien-l’Ars. Er lag im Mittel 87 Meter über dem Meeresspiegel, zwischen 47 Meter in Availles-en-Châtellerault und 151 Meter in Beaumont. 

## Gemeinden
Der Kanton bestand aus acht Gemeinden:
| Gemeinde                  | Einwohner Jahr | Fläche km² | Bevölkerungsdichte | Code INSEE | Postleitzahl |
| ------------------------- | -------------- | ---------- | ------------------ | ---------- | ------------ |
| Archigny                  | 1.112 (2013)   | 66,68      | 17 Einw./km²       | 86009      | 86210        |
| Availles-en-Châtellerault | 1.710 (2013)   | 15,46      | 111 Einw./km²      | 86014      | 86530        |
| Beaumont                  | 1.897 (2013)   | 21,44      | 88 Einw./km²       | 86019      | 86490        |
| Bellefonds                | 248 (2013)     | 8,5        | 29 Einw./km²       | 86020      | 86210        |
| Bonneuil-Matours          | 2.097 (2013)   | 42,8       | 49 Einw./km²       | 86032      | 86210        |
| Cenon-sur-Vienne          | 1.828 (2013)   | 8,6        | 213 Einw./km²      | 86046      | 86530        |
| Monthoiron                | 680 (2013)     | 16,66      | 41 Einw./km²       | 86164      | 86210        |
| Vouneuil-sur-Vienne       | 2.093 (2013)   | 36,8       | 57 Einw./km²       | 86298      | 86210        |

## Bevölkerungsentwicklung
| 1962  | 1968  | 1975  | 1982  | 1990  | 1999   | 2006   | 2012   |
| ----- | ----- | ----- | ----- | ----- | ------ | ------ | ------ |
| 7.560 | 7.260 | 7.466 | 8.578 | 9.451 | 10.078 | 10.669 | 11.515 |